# Liste der Baudenkmäler in Nassenfels
Auf dieser Seite sind die Baudenkmäler in dem oberbayerischen Markt Nassenfels zusammengestellt. Diese Tabelle ist eine Teilliste der Liste der Baudenkmäler in Bayern. Grundlage ist die Bayerische Denkmalliste, die auf Basis des Bayerischen Denkmalschutzgesetzes vom 1. Oktober 1973 erstmals erstellt wurde und seither durch das Bayerische Landesamt für Denkmalpflege geführt wird. Die folgenden Angaben ersetzen nicht die rechtsverbindliche Auskunft der Denkmalschutzbehörde.
 Die Liste gibt den Fortschreibungsstand vom 30. Januar 2018 wieder und umfasst 21 Baudenkmäler.

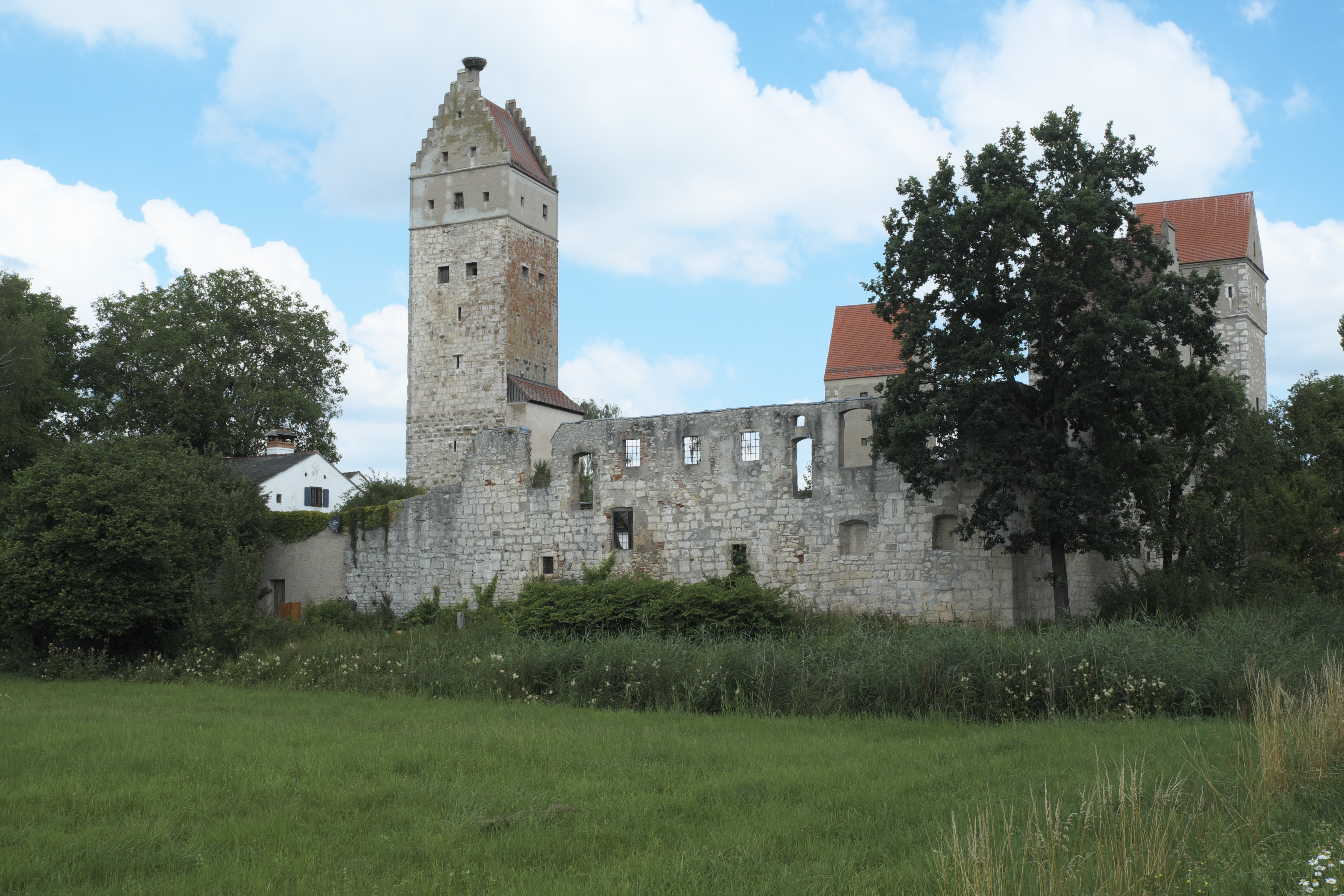
Burg Nassenfels

## Einzeldenkmäler nach Ortsteilen

### Nassenfels
| Lage                                                                                   | Objekt                                    | Beschreibung | Akten-Nr.             | Bild                                      |
| -------------------------------------------------------------------------------------- | ----------------------------------------- | --- | --------------------- | ----------------------------------------- |
| Eichstätter Straße 2 (Standort)                                                        | Große Scheune                             | Zweigeschossiger Massivbau, Segment- und Rundbogenfenster mit Ziegelsteinmauerung, Rundbogentor, wohl drittes Viertel 19. Jahrhundert. | D-1-76-149-2 Wikidata | Große Scheune                             |
| Klausbug (Standort)                                                                    | Kapelle St. Nikolaus                      | Oktogonaler Zentralbau mit Zeltdach, angeschlossener Rechteckchor mit Satteldach und Dachreiter, 1726; an der Straße nach Wolkertshofen. | D-1-76-149-8          | BW                                        |
| Moosgasse (Standort)                                                                   | Gedenkstein                               | Gedenkstein zur Erinnerung an die Römerstraße, bezeichnet mit „1860“; bei Nummer 21. | D-1-76-149-4          | Gedenkstein                               |
| Neuburger Straße 12 (Standort)                                                         | Wohnhaus                                  | Erdgeschossig, auf hohem Sockelgeschoss mit Freitreppe, Walmdach mit Zwicktaschen, wohl noch 18. Jahrhundert. | D-1-76-149-3          | BW                                        |
| Schloß 2; Schloß 5; Schloß; Nähe Schloßstraße; Schloß 1; Schloß 3; Schloß 4 (Standort) | Ehemalige Wasserburg, Rechteckanlage      | Sechsgeschossiger Bergfried mit Satteldach und Treppengiebel, um 1300, auf älterem Kern, mit Gedenktafel an das römische Kastell, um 1860, Ringmauer 13./14. Jahrhundert, drei Wehrtürme mit Satteldach, 1383–1415; im Osten Reste einer spätgotischen Zwingeranlage, abgetragen 1803; Reste des Wassergrabens sichtbar; im Burghof drei Bauernhäuser, zweigeschossiger Flachsatteldachbau mit Kalkplatten, nördlich, zweigeschossiger Flachsatteldachbau mit Kalkplatten, östlich zweigeschossiger hakenförmiger Flachsatteldachbau mit Kalkplatten, südlich, 19. Jahrhundert, ehemaliges Kastnerhaus, von Jakob Engel, bezeichnet mit „1699“, nach Brand 1934 nur Teile der Außenmauern und Stichbogenfenster erhalten. | D-1-76-149-5          | weitere Bilder                            |
| Schloß 5 (Standort)                                                                    | Ehemaliges Bauernhaus mit Kalkplattendach | 18. Jahrhundert, ehemals zum Schloss gehörig. | D-1-76-149-7          | Ehemaliges Bauernhaus mit Kalkplattendach |
| Schloßstraße 1 (Standort)                                                              | Katholische Pfarrkirche St. Nikolaus      | Saalkirche mit Steildach, von Giovanni Domenico Barbieri nach Plan von Gabriel de Gabrieli erbaut 1738–1741, Westturm 1765 von Maurizio Pedetti; mit Ausstattung; barocke Friedhofskapelle, 18. Jahrhundert; in der südlichen Friedhofsmauer Grabdenkmäler des 18./19. Jahrhunderts eingebaut. | D-1-76-149-6          | weitere Bilder                            |
| Am Toracker (Standort)                                                                 | Bildstock                                 | Steinpfeiler mit knaufförmigem Abschluss, bezeichnet mit „1624“. | D-1-76-149-9 Wikidata | Bildstock                                 |

### Meilenhofen
| Lage                                     | Objekt                              | Beschreibung | Akten-Nr.              | Bild           |
| ---------------------------------------- | ----------------------------------- | --- | ---------------------- | -------------- |
| Leonhardiweg 5; Bauerngasse 2 (Standort) | Katholische Pfarrkirche St. Michael | Saalkirche mit Steildach, geweiht 1629, barockisiert 1728; mit Ausstattung; Kirchhofummauerung; Friedhofskapelle, 18./19. Jahrhundert. | D-1-76-149-10 Wikidata | weitere Bilder |
| Pfarrgasse 4 (Standort)                  | Ehemaliger Pfarrhof                 | Zweigeschossiger Flachsatteldachbau mit Kalkplatten (erneuert), Putzrahmung und Eckrustizierung, bezeichnet mit „1616“; Hofeinfahrt.   | D-1-76-149-11          | BW             |

### Wolkertshofen
| Lage                         | Objekt                                        | Beschreibung | Akten-Nr.     | Bild                                     |
| ---------------------------- | --------------------------------------------- | --- | ------------- | ---------------------------------------- |
| Dorfstraße 17 (Standort)     | Gedenktafel zur Erinnerung an die Römerstraße | Bezeichnet mit „1859“. | D-1-76-149-12 | BW                                       |
| Dorfstraße 18 (Standort)     | Scheune                                       | Großer Massivbau mit Schopfwalmdach und segmentbogiger Toreinfahrt, 18. Jahrhundert. | D-1-76-149-13 | BW                                       |
| An der Dorfstraße (Standort) | Bildstock                                     | Steinpfeiler mit reliefiertem tabernakelförmigem Abschluss, bezeichnet mit „1672“. | D-1-76-149-18 | BW                                       |
| Falkerwiesen (Standort)      | Katholische Kapelle St. Johannes Baptist      | Chorturmanlage, Saalkirche mit Walmdach, auf romanischer Grundlage, Langhaus und Turmerhöhung Ende 17. Jahrhundert, Fassadenmalerei aus jüngerer Zeit; mit Ausstattung.                         | D-1-76-149-17 | Katholische Kapelle St. Johannes Baptist |
| Kirchstraße 14 (Standort)    | Katholische Filialkirche St. Quirinus         | Chorturmanlage, Saalbau mit Walmdach, Turmuntergeschosse romanisch, barocker Aufbau 1687; Langhaus errichtet 1713–1715; mit Ausstattung; spätmittelalterliche Friedhofsbefestigung mit Torturm. | D-1-76-149-14 | weitere Bilder                           |
| Kirchstraße 17 (Standort)    | Hofeinfahrt mit Torbogen                      | 18. Jahrhundert. | D-1-76-149-15 | BW                                       |
| Mühlstraße 10 (Standort)     | Pfeilerförmiger Gedenkstein mit Medaillon     | 1888. | D-1-76-149-16 | BW                                       |

### Wolkertshofermühle
| Lage                                                            | Objekt                                                 | Beschreibung | Akten-Nr.     | Bild |
| --------------------------------------------------------------- | ------------------------------------------------------ | --- | ------------- | ---- |
| Über der Schutter, südlich der Wolkertshofener Mühle (Standort) | Grenzstein zur Markierung der Grenze Neuburg/Eichstätt | Datiert 1615. | D-1-76-149-20 | BW   |
| Wolkertshofener Mühle 1; Schutter (Standort)                    | Mühle                                                  | Altbau (ehemaliger Wohnteil), zweigeschossiger Flachsatteldachbau, mit Putzgliederungen um die Fenster, wohl noch 18. Jahrhundert; Mühlbach, Mühlrad und Mühlstein; Bogenbrücke. | D-1-76-149-19 | BW   |

### Zell an der Speck
| Lage                          | Objekt                             | Beschreibung                                                                                   | Akten-Nr.              | Bild           |
| ----------------------------- | ---------------------------------- | ---------------------------------------------------------------------------------------------- | ---------------------- | -------------- |
| St.-Veit-Straße 3 (Standort)  | Kapellennische                     | Wohl 19. Jahrhundert.                                                                          | D-1-76-149-22 Wikidata | Kapellennische |
| St.-Veit-Straße 10 (Standort) | Katholische Filialkirche St. Vitus | Kleine Barockanlage, Saalkirche mit Steildach und Dachreiter, errichtet 1724; mit Ausstattung. | D-1-76-149-21 Wikidata | weitere Bilder |

## Ehemalige Baudenkmäler
In diesem Abschnitt sind Objekte aufgeführt, die früher einmal in der Denkmalliste eingetragen waren, jetzt aber nicht mehr. Objekte, die in anderem Zusammenhang also z. B. als Teil eines Baudenkmals weiter eingetragen sind, sollen hier nicht aufgeführt werden. Aktennummern in diesem Abschnitt sind ehemalige, jetzt nicht mehr gültige Aktennummern.

| Lage                                       | Objekt                   | Beschreibung                              | Akten-Nr.    | Bild |
| ------------------------------------------ | ------------------------ | ----------------------------------------- | ------------ | ---- |
| Nassenfels Eichstätter Straße 1 (Standort) | Eingelassenes Giebelfeld | Wohl Teil eines Portals, 16. Jahrhundert. | D-1-76-149-1 | BW   |